# Cuba

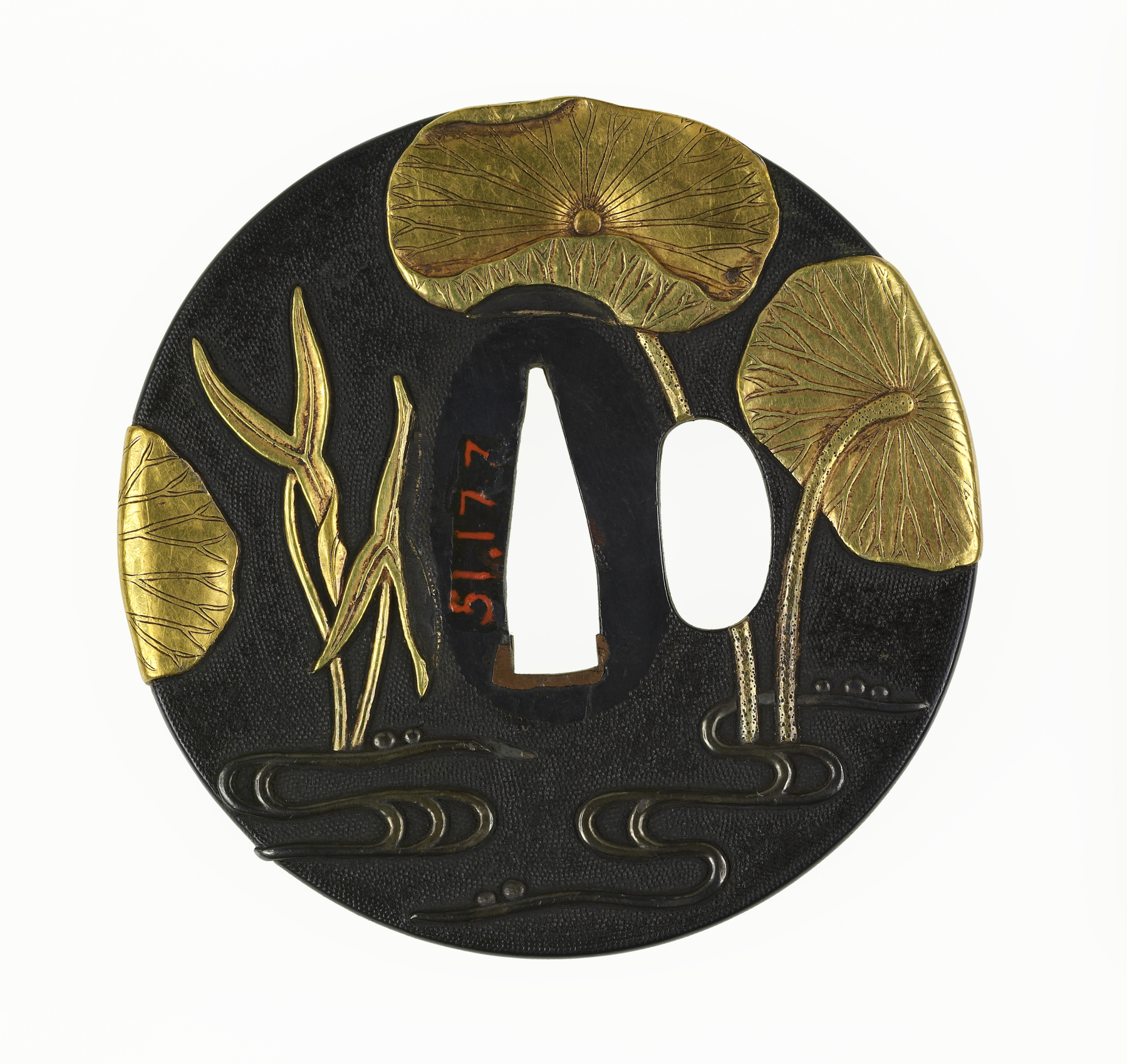
Cuba dekorovaná žábou mezi lotosy

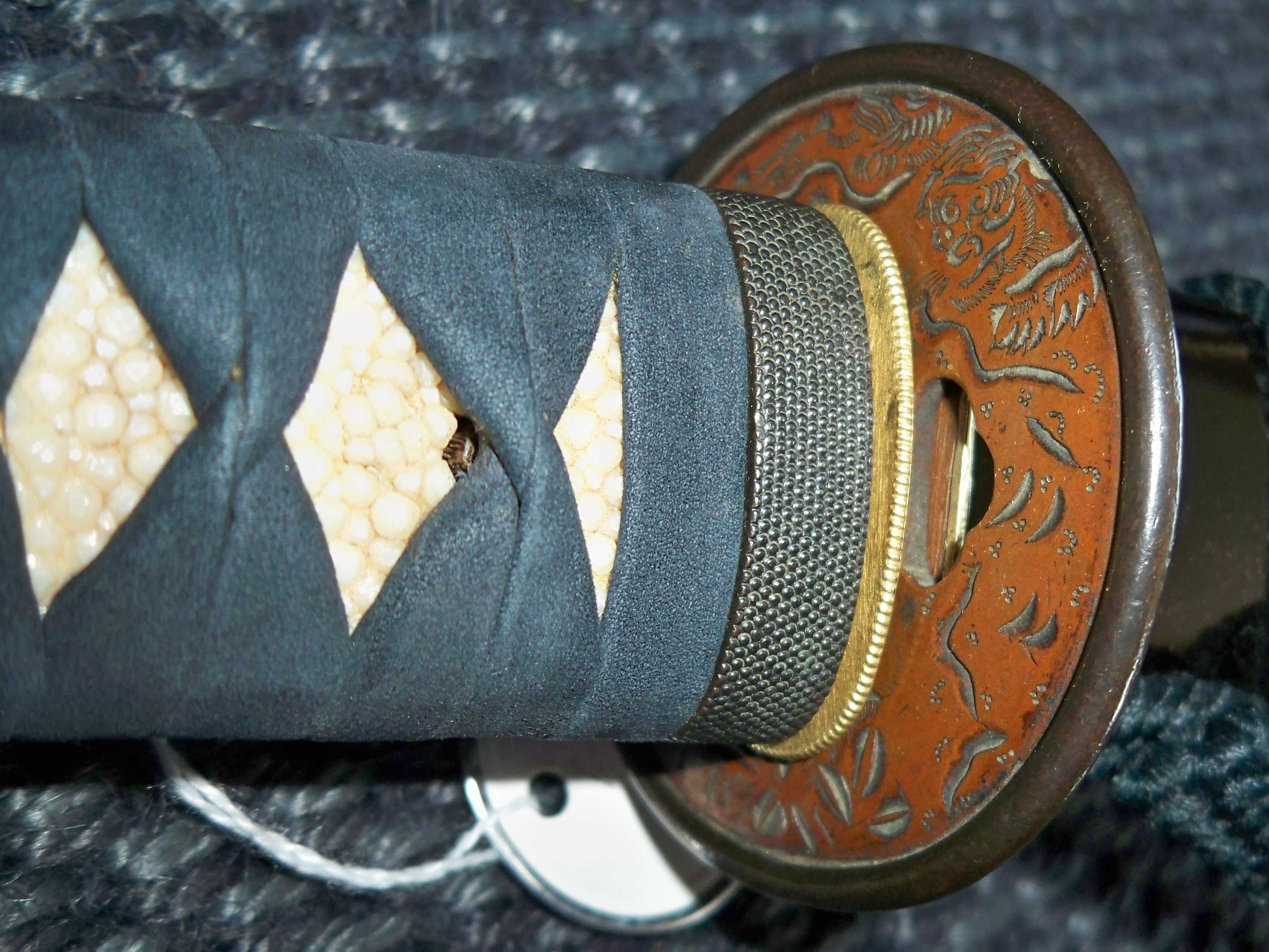
Cuba jako součást katany

Cuba (鍔, Hepburnův přepis tsuba) je prstencová záštita tradičního japonského meče, oddělující čepel od jílce.
Cuby jsou konstrukční součásti mečů jako katan, wakizaši, tači. Slouží jako ochrana ruky před sklouznutím na vlastní čepel i před zraněním ruky mečem soupeře, který po vlastní čepeli sklouzl, a zároveň jsou důležité pro rovnováhu zbraně.
Mají většinou okrouhlý, méně často čtverhranný tvar. Nejstarší cuby (z období Muromači a Azuči-Momojama) mají ryze funkční řešení, kdežto v klidnějším období Edo vzrostl důraz na umělecké zpracování štítků. Cuby jsou subtilněji zpracované, z drahých kovů a bohatě ornamentálně zdobené. Vznikaly řemeslnické dynastie zaměřující se výhradně na výrobu těchto záštit. Dnes jsou cuby předmětem sběratelského zájmu.